# Blanca Guerra
Blanca Guerra Islas (Ciutat de Mèxic; 10 de gener de 1953) és una actriu
mexicana.

## Biografia
Inicialment va ser estudiant de odontologia, però abandona els seus estudis per a estudiar en el Centre Universitari de Teatre de la UNAM, la qual cosa li permet debutar com a actriu teatral en les obres El somni d'una nit d'estiu i El juego de los insectos.
Posteriorment incursiona en cinema actuant en la pel·lícula La loja de los milagros, que marca el seu debut artístic i l'inici de la seva àmplia carrera cinematogràfica. Té en el seu haver més de seixanta pel·lícules, destacant-se entre d'altres, films com Estas ruinas que ves, cinta basada en una novel·la de Jorge Ibargüengoitia, dirigida per Julián Pastor, que data de l'any de 1979, on actua al costat de Fernando Luján, Pedro Armendáriz Jr., Guillermo Orea etc. i narra la història d'un professor de literatura que es troba amb una antiga alumna, compromesa ja amb un altre home. La pel·lícula acaba amb un breu però sensacional nu d'aquesta bella actriu; Mojado power, cinta de tall chicano, actuada i dirigida per Alfonso Arau, on participa Socorro Bonilla, que narra la història d'un immigrant d'origen mexicà que decideix fer a Los Angeles, Califòrnia, una organització pro-defensa dels drets dels immigrants mexicans als Estats Units; El imperio de la fortuna dirigida per Arturo Ripstein, basada en la tercera obra del novel·lista mexicà Juan Rulfo, on actua al costat de Ernesto Gómez Cruz i Alejandro Parodi i en la qual rep el seu primer Premi Ariel, film on interpreta a "donya Bernarda", "La Caponera" i en la qual es narra la història d'un humil pregoner Dionisio Pinzón, (Ernesto Gómez Cruz), que rep com a regal un gall de baralla moribund i això l'introdueix en el surrealista món de les baralles de galls i els palenques.
El 2008 protagonitza Alma de hierro juntament amb Alejandro Camacho i Rafael Inclán, entre otros. Ha treballat amb importants directors i productors com Ismael Rodríguez, Felipe Cazals, Alfredo Gurrola, Ernesto Alonso, Miguel Littín, Gilberto Gazcón i Alejandro Jodorowsky, entre d'altres.
El 2012, protagonitza la telenovel·la Abismo de pasión de la productora Angelli Nesma Medina on interpreta un paper estel·lar i alhora antagònic. Comparteix crèdits amb Alejandro Camacho, Sabine Moussier i César Évora.
Des de 2013 fins a 2015 va ser nomenada Presidenta de l'Acadèmia d'Arts i Ciències Cinematogràfiques (AMACC) En 2016 torna als melodrames casolans amb Tres veces Ana de la productora Angelli Nesma Medina n interpreta a la mare sobreprotectora del personatge d'Angelique Boyer, Ana Lucía.

## Filmografia

### Cinema
- Bendita suegra (2023) - Blanca
- El último vagón (2023) - Luz
- ¿Como matar a mamá? (2023) - Rosalinda
- El sueño de ayer (2022) - Cristina
- La mano negra (2018) - Teodora
- Venganza en el valle de las muñecas (2009)
- Bajo la sal (2008) - Guadalupe Calva
- Cosas insignificantes (2008) - Mara
- Kada kien su karma (2008) - Eva
- Morirse está en hebreo (2007) - Julia Palafox
- La zona (2007) - Lucía
- Niñas mal (2007) - Macarena "Maca" Ribera
- Mientras me muero (2003)
- Su alteza serenísima (2000)
- En un claroscuro de la luna (1999) - Maruca
- Un embrujo (1998) - Felipa
- Violeta (1997)
- Sabor latino (1996) - Norma
- Salón México (1996) - Almendrita
- La reina de la noche (1994) - La Jaira
- Peligro inminente (1994)
- En medio de la nada (1994)
- Kino: la leyenda del padre negro (1993) - Cortesana 1
- Principio y fin (1993) - Julia
- Secuestro a mano armada (1992)
- Mantis religiosa (1992)
- Sonata de luna (1992)
- Ladrón de sabado (1992) - Ana María Guzmán
- Con el amor no se juega (1991)
- Danzón (1991) - Colorada
- Ciudad de ciegos (1991) - Inés
- Morir en el golfo (1990) - Leonora
- Sandino (1990) - Rossana
- Cabalgando con la muerte (1989) - Josefina
- Santa sangre (1989) - Concha
- Cacería implacable (1988)
- Días difíciles (1987) - Luisa Castelar
- Walker, una historia verdadera (1987) - Yrena
- Zapata en Chinameca (1987)
- La pandilla infernal (1987) - Yolanda
- Persecución en las Vegas, volveré (1987) - Olga
- Conexión criminal (1987)
- El juego de la muerte (1986)
- El imperio de la fortuna (1986) - La caponera
- ¿Cómo ves? (1986) - Fish Vendor
- Vacaciones separadas (1986) - Alicia, la chica trabajadora
- El Cafre (1986)
- Orinoco (1986) - Fifí
- El beso de las brujas (1985)
- La revancha (1986)
- Sin vergüenza pero honrado (1985)
- La Segua (1985) - Petronila Quesada
- El billetero (1984)
- Nocaut (1984) - Lilia Montero
- Mamá, soy Paquito (1982) - Susana Gómez
- Mote (1984) - Martha Camargo
- Sin vergüenza (1984)
- El vengador del 30-06 (1983)
- Chile Picante (1983)
- La fuga de Carrasco (1983)
- Una pura y dos con sal (1983)
- Dos de abajo (1983)
- Erendira (1983)
- Burdel (1982)
- El caballito volador (1982)
- Oro blanco, droga maldita (1982) - Amalia
- El tesoro de la muerte sagrada (1982)
- Aquel famoso Remington (1982)
- Valentín Lazaña (1982)
- Juan Charrasqueado y Gabino Barrera, su verdadera historia (1982)
- Campanas rojas (1982)
- El mojado remojado (1981) - Xochitl
- Las siete cucas (1981)
- La cripta (1981) - Mercedes
- Como México no hay dos (1981)
- Te solté la rienda (1980)
- Perro Callejero 2 (1980) - La Chiquis
- Mírame con ojos pornográficos (1980) - Sra. Gayosso
- El Coyote y la Bronca (1980) - María Trinidad "La Bronca"
- Estas ruinas que ves (1979) - Gloria Revirado
- Mojado power (1979)
- Adiós, David (1979)
- En la trampa (1979) - Isabel Salas
- Perro callejero (1978) - La Chiquis
- El servicio (1978)
- El complot mongol (1978) - Martita
- Pedro Páramo (1978) - Dolores Preciado
- La loca de los milagros (1975)

### Telenovel·les
- Marea de pasiones (2024) - María Inés[6]
- Tres veces Ana (2016) - Soledad Hernández
- Abismo de pasión (2012) - Alfonsina Mondragón Vda. de Arango
- Para volver a amar (2010-2011) - Maestra de ceremonias
- Alma de hierro (2008-2009) - Elena Jiménez de la Corcuera de Hierro
- Velo de novia (2003) - Ricarda Sánchez del Álamo
- La casa en la playa (2000) - Marina Villarreal
- La mentira (1998) - Miranda Montesinos
- Si Dios me quita la vida (1995) - Virginia Hernández
- Valentina (1993-1994) - Débora Andrade
- Al filo de la muerte (1991-1992) - Alina Estrada
- Nuevo amanecer (1988-1989) - Norma
- Juana Iris (1985) - Cristina Santacilia
- Lo que el cielo no perdona (1982) - Isabel
- Corazones sin rumbo (1980) - Magda
- Yara (1979) - Regina
- Una mujer (1978) - Mabel

### Sèries
- Horario estelar (2023) - Delia Valle[7]
- La rebelión (2022)[8]
- Los pecados de Bárbara (2020) - Matilde[9]
- Un extraño enemigo (2018) - Carmen
- Mujer, casos de la vida real (1997-1999)
- La hora marcada (1986)

### Teatre
- Sueño de una noche de verano (1979)[10]
- El Rey Lear (1981)
- Agosto (2010)[11]
- ¿Quién le teme a Virginia Woolf? (2014)[12]
- La gaviota (2015)[13]
- El Zoológico de Cristal (2018)[14]

## Premis i nominacions

### Premis TVyNovelas
| Any  | Categoria                  | Telenovel·la     | Resultat   |
| ---- | -------------------------- | ---------------- | ---------- |
| 2017 | Millor primera actriu      | Tres veces Ana   | Nominada   |
| 2013 | Millor primera actriu      | Abismo de pasión | Guanyadora |
| 2009 | Millor actriu protagonista | Alma de hierro   | Guanyadora |

### Premis Ariel
| Any  | Categoria                    | Pel·lícula               | Resultat   |
| ---- | ---------------------------- | ------------------------ | ---------- |
| 1999 | Millor actriu                | Un embrujo               | Guanyadora |
| 1996 | Millor coactuació femenina   | Salón México             | Nominada   |
| 1995 | Millor actriu                | En medio de la nada      | Nominada   |
| 1994 | Millor actriu de repartiment | Principio y fin          | Guanyadora |
| 1988 | Millor actriu                | Días difíciles           | Guanyadora |
| 1987 | Millor actriu                | El imperio de la fortuna | Guanyadora |
| 1984 | Millor actriu                | Motel                    | Nominada   |
| 1980 | Millor actriu                | Perro callejero          | Guanyadora |
| 1979 | Millor coactuació femenina   | Pedro Páramo             | Nominada   |

### Premis People en Español
| Any  | Categoria                | Telenovel·la     | Resultat  |
| ---- | ------------------------ | ---------------- | --------- |
| 2012 | Millor actriu secundària | Abismo de pasión | Nominada. |
| 2009 | Millor actriu            | Alma de hierro   | Nominada  |

### Premis ACE
| Any  | Categoria     | Projecte          | Resultat   |
| ---- | ------------- | ----------------- | ---------- |
| 1993 | Millor actriu | Ciudad de ciegos  | Guanyadora |
| 1991 | Millor actriu | Morir en el golfo | Guanyadora |

### Premis Bravo
| Any  | Categoria             | Telenovel·la   | Resultat   |
| ---- | --------------------- | -------------- | ---------- |
| 2009 | Millor primera actriu | Alma de hierro | Guanyadora |

### Premis "El Telón de Oro"
| Any  | Categoria     | Telenovel·la   | Resultat   |
| ---- | ------------- | -------------- | ---------- |
| 2009 | Millor actriu | Alma de hierro | Guanyadora |

### Premis ACPT
| Any  | Categoria     | Nominada                         | Resultat   |
| ---- | ------------- | -------------------------------- | ---------- |
| 2014 | Millor actriu | ¿Quién le teme a Virginia Woolf? | Guanyadora |

### Premis AMCI
| Any  | Categoria                  | Resultat   |
| ---- | -------------------------- | ---------- |
| 2014 | Guardó Ignacio López Tarso | Guanyadora |

### Premis Cartelera
| Any  | Categoria     | Obra                    | Resultat   |
| ---- | ------------- | ----------------------- | ---------- |
| 2018 | Millor actriu | El Zoológico de Cristal | Guanyadora |